# Заборовский, Семён
Семён Заборо́вский — дьяк; в 1613 был послан вместе со Степаном Ушаковым к германскому императору Матфию с предложением «мира и братства».

## Заслуги и деяния
Семён Заборовский — дьяк, посланный в июле 1613 г. со Степаном Михайловичем Ушаковым к германскому императору известить его о вступлении на престол московский Михаила Фёдоровича, напомнить о братственной любви и дружбе и добиться от него полезного для России воздействия на польского короля. С этими же послами была отправлена грамота в Голландию с выражением благодарности за оказанную, в Смутное время, помощь законным правительствам Московского государства и с просьбой о новой помощи. Ушаков и Заборовский не оказались твердыми в охране высокой чести новоизбранного царя. От императора они привезли ответную грамоту без государева именования; от «галанцев» привезли без разрешения подарки для государя; приняли грамоту на имя царя от Гамбурга. В Москве во всем этом увидели оскорбление и, заподозрив послов в измене, посадили их за пристава и начали дело. При разборе его обнаружилось безобразное поведение послов и свиты их в Европе. Заборовскому особенно было поставлено в вину, что он, как бывший подьячий Посольского приказа, должен был знать обычаи посольские. Чем кончилось дело, неизвестно, но Заборовский и после служил дьяком.
От императора послы должны были ехать в Голландию «требовать помощи на врагов» (поляков и шведов). 1 мая 1614 они прибыли в Гаагу, но в таком жалком виде, что голландское правительство сочло нужным выдать им пособие в 1000 гульденов, а в помощи отказало. По отзыву голландцев, послы приводили всех в удивление своей скромностью и учтивостью. Безуспешна была и их первая миссия. В ответной грамоте император не упомянул даже имени Михаила, так что на другой год к нему был послан новый посол (Фомин).